# Branislav Ignjatovic
Branislav Ignjatovic (* 9. Oktober 1966 in Belgrad) ist ein serbischer Basketballtrainer. Er ist seit 2022 Cheftrainer der Gießen 46ers.

## Laufbahn
Ignjatovic wuchs in Belgrad auf. Nach dem Schulabschluss und einem 15-monatigen Wehrdienst studierte er das Fach Tourismus und arbeitete im Gastgewerbe. Basketball spielte Ignjatovic bei den Vereinen KK Grocka, KK Bor und IMR Belgrad in der zweiten und dritten Liga Jugoslawiens. In den frühen 1990er Jahren zog er wegen des Krieges im zerfallenden Jugoslawien nach Deutschland und holte später Ehefrau und Sohn nach.
Er war sieben Jahre Trainer bei der TGS Ober-Ramstadt, ehe er den Regionalligaverein nach der Saison 2004/05 verließ, um das Cheftraineramt beim Zweitligisten TV 1862 Langen anzutreten. Neben seiner Tätigkeit als Basketballtrainer leitete er einen Kurierdienst.
2008 nahm er das Angebot der VfL Kirchheim Knights aus der 2. Bundesliga ProA an. In der Saison 2011/12 führte er die „Ritter“ zur Vizemeisterschaft in der zweithöchsten deutschen Spielklasse und wurde vom Internetdienst eurobasket.com zum besten Trainer der ProA-Spielzeit 2011/12 gekürt. Nach sechsjähriger Amtszeit wechselte er 2014 zu Kirchheims ProA-Konkurrent USC Heidelberg. 2014/15, 2016/17 und 2017/18 erreichte die Mannschaft unter seiner Leitung jeweils das ProA-Viertelfinale. Im Spieljahr 2018/19 führte er die Heidelberger ins ProA-Halbfinale, wo man Nürnberg unterlag. In der Saison 2020/21 führte Ignjatovic, dessen Steckenpferd die Verteidigung ist, Heidelberg zum Gewinn des Meistertitels in der 2. Bundesliga ProA. Anschließend betreute er die Mannschaft in der Saison 2021/22 in der Basketball-Bundesliga und führte sie zum Klassenerhalt. Am Ende der Saison 2021/22 endete seine Amtszeit in Heidelberg, da Meinungsverschiedenheiten mit dem Heidelberger Geschäftsführer bestanden.
Ignjatovic übernahm nach seinem Abschied aus Heidelberg das Traineramt beim Bundesliga-Absteiger Gießen 46ers. In der Saison 2022/23 erreichte er mit den Mittelhessen das Zweitligahalbfinale.

## Sonstiges
Sein Sohn Djordje spielte unter anderem für den TV 1862 Langen in der Nachwuchs-Basketball-Bundesliga sowie in der zweiten Herrenmannschaft des USC Heidelberg in der ersten Regionalliga.